# Мој деда је аут (представа)
Мој деда је аут је представа Душана Јанковића у режији Ђурђе Тешић. Премијерно је изведена 28. априла 2017. године у Београдском драмском позоришту. Аутор, Душан Јанковић, кроз на први поглед једноставну и типичну савремену, породичну причу дотиче табу тему: отворено признавање хомосексуалне оријентације, заправо прихватање сопствене сексуалности. Представом се поставља питање односа породице према сексуалним слободама својих чланова. У представи играју Борис Kомненић, Слободан Бода Нинковић/Милан Чучиловић, Љубинка Kларић, Милорад Дамјановић, Сузана Лукић и Срђан Дедић. Представа траје 75. минута.

## Радња
После смрти жене са којом је у браку провео готово читав живот, деда Марко жели да последње дане посвети годинама скривеној, али јединој искреној љубави - Данилу. Јунаци ове ове драме откривају колико су заправо спремни да се мењају, упознају и прихвате различитост када је она део њихове породице.

## Улоге
| Глумац                                  | Улога      |
| --------------------------------------- | ---------- |
| Борис Комненић                          | Деда Марко |
| Слободан Бода Нинковић, Милан Чучиловић | Душко      |
| Љубинка Кларић                          | Даринка    |
| Сузана Лукић                            | Јелена     |
| Срђан Дедић                             | Данило     |

## Екипа
- Редитељ: Ђурђа Тешић
- Сценограф и костимограф: Зорана Петров
- Композитор: Владимир Пејковић[6]

## Награде
Представа „Мој деда је аут” награђена је на 47. Фестивалу Дани комедије у Јагодини – Златни ћуран за најбољег глумца припао је Милану Чучиловићу, а за најбољу младу глумицу је проглашена је Сузана Лукић.